# Vittorio Felisati
Vittorio Felisati (Mestre, 9 marzo 1912 – Venezia, 21 novembre 2004) è stato un pittore italiano.
Frequentò la scuola d'arte assieme a Luigi Candiani sotto la guida del professor Urbani De Gheltof. Ottenne i primi riconoscimenti esponendo alla mostra collettiva dell'opera "Bevilacqua La Masa", cui seguirono alcune mostre personali.
Già dal 1947 è presente ad alcuni premi di pittura, come quello della Riviera del Brenta, poi a quello di San Donà di Piave nel 1952. Nel 1953 è presente alla Biennale d'Arte Triveneta a Padova, nel 1954 al Premio città di Pordenone e quindi è premiato al Premio di pittura città di Portogruaro nel 1956. È pure premiato nello stesso anno al concorso di Badia Polesine e partecipa al premio Burano. Dal 1958 in poi è presente a ben 10 edizioni del Premio Mestre.
Nel 1962 gli viene assegnato il Pennello d'Oro al Premio di Pittura Mestre. Partecipa a numerose mostre nel Veneto, tra le quali ricordiamo il Premio di pittura città di Mirano nel 1960 nel quale viene premiato, la Biennale Triveneta a Padova nel 1963, il concorso di pittura a Rosa Pineta, dove è premiato, i Premi di Castelfranco, Caorle, Thiene.
Particolare rilievo ha il Premio biennale Luigi Serena. È 1º Premio al concorso di Pittura Torre di Mosto nel 1968. È 1º Premio al concorso di pittura Romano d'Ezzelino pure nel 1968. Ottiene pure il 1º premio al Concorso di pittura Premio Mestre 1973.
Tiene una vasta mostra antologica nel 1979 alla Galleria Fides Arte con l'organizzazione della Espo-Mestre, mostra in precedenza dedicata ad Alessandro Pomi e Mario Carraro, artisti mestrini. Nel 1980 partecipa alla mostra "Omaggio alla Riviera del Brenta", nel 1981 alla rassegna sui paesaggi asolani alla Galleria "Gigli" di Mestre e ottiene nel 1982 una coppa al Premio "La Cella" di Mestre.
Nel 1983, organizzata dal Comune di Venezia, la mostra antologica «Per una storia di Mestre», 35 opere dal 1930 al 1981. Seguono, dalla metà degli anni ottanta, numerose mostre personali e antologiche a Venezia, Mestre, Jesolo, Noale. Nel 1999, ancora il Comune di Venezia (assessorato alla cultura), organizza a Villa Ceresa (Mestre) una mostra di «Vedute mestrine»
Opere di Felisati sono esposte in permanenza nella chiesa di Carpenedo (ritratto di Papa Giovanni Paolo I, ritratto di Papa Giovanni XXIII, Santa Rita), nella chiesa dei Cappuccini di Mestre (ritratto di Padre Pio), nella sede della municipalità di Mestre, al centro "Don Vecchi" di Mestre.
A Bruxelles, dal 9 al 13 giugno 2008, si è svolta la mostra dal titolo La Vénétie méconnue / Het miskende Veneto. Trenta opere inedite di Vittorio Felisati sono state esposte all'Espace Monte Paschi, a pochi metri dalla sede dell'Unione europea. La mostra, con il patrocínio dell'Istituto Italiano di Cultura e con il sostegno della Banca Monte Paschi Belgio si è svolta con la collaborazione di ArtZa e dell'Associazione amici del Veneto.
Dal 10 dicembre 2008 al 16 gennaio 2009 si è svolta a Mestre la mostra Incontri d'autore: Vittorio Felisati.